# Saint-Marc-à-Frongier
 Saint-Marc-à-Frongier  là một xã thuộc tỉnh Creuse trong vùng Nouvelle-Aquitaine miền trung nước Pháp. Xã này nằm ở khu vực có độ cao trung bình 572 mét trên mực nước biển.